# Picnik
Picnik war ein Onlinedienst zur Bildbearbeitung. Picnik wurde 2005 in Seattle, USA gegründet und hatte dort bis zuletzt seinen Firmensitz. Mit Picnik konnten Fotos direkt aus Facebook, Myspace, Picasa Webalben, Flickr, Yahoo Bildersuche und Google+ importiert und bearbeitet werden. Dazu konnten Bilder auch vom eigenen Computer hochgeladen und bearbeitet werden.
Picnik wurde in 16 verschiedenen Sprachen angeboten, darunter auch Deutsch. Die meisten Werkzeuge in Picnik waren kostenlos, mit Picnik Premium gab es gegen die Zahlung einer monatlichen Gebühr erweiterte Möglichkeiten zur Bildbearbeitung. Daneben bestand die Möglichkeit, sich kostenfrei zu registrieren, wodurch man seine bearbeiteten Bilder auf Picnik speichern konnte.
Picnik war mit einem verkleinerten Umfang auch in den Imagehoster Flickr als Bildbearbeitungswerkzeug eingebunden.
Am 1. März 2010 wurde Picnik von Google übernommen und schließlich am 19. April 2012 eingestellt. Die Funktionen aus Picnik sollten in die Bildbearbeitung von Google+ (heute: Google Fotos) integriert werden. Kunden, die innerhalb des letzten Jahres für Picnik Premium gezahlt hatten, erhielten ihr Geld zurück. Darüber hinaus waren alle kostenpflichtigen Funktionen von der Ankündigung der Abschaltung bis zur Abschaltung für jeden kostenfrei nutzbar. Gegen die Abschaltung gab es eine Online-Petition.